# Eberhard Göpel
Eberhard Göpel (* 1947 in Klein Lafferde) ist ein deutscher Gesundheitswissenschaftler und Mediziner. Er hat seit 1994 an verschiedenen Hochschulen als Professor für Gesundheitsförderung gelehrt.

## Werdegang

### Ausbildung
Eberhard Göpel studierte von 1966 bis 1973 Humanmedizin an der Georg-August-Universität Göttingen und belegte das Studienfach Pädagogik als Zweitstudium. Im Jahr 1976 schloss Eberhard Göpel seine Promotion zum Dr. med. an der Universität Göttingen ab.

### Arbeit
Nach seiner Approbation im Jahr 1973 begann er eine Tätigkeit als wissenschaftlicher Mitarbeiter im Studiengang „Gesundheitswissenschaftliche Propädeutik“ am Oberstufen-Kolleg der Universität Bielefeld, einer Versuchsschule des Landes Nordrhein-Westfalen. Im Jahr 1994 wechselte er an die Hochschule Magdeburg-Stendal. Dort hatte er bis 2016 die Professur für Gesundheitsförderung inne. Ferner war Göpel als Gastprofessor und bis zu seiner Pensionierung als Senior Professor an der Alice Salomon Hochschule Berlin tätig. Ab 2003 fungierte er für einige Jahre außerdem als Vorstandsvorsitzender des Vereins Hochschulen für Gesundheit e.V. Auch nach seiner Pensionierung ist er als Kernmitglied der Studiengruppe „Gesundheit als selbstbestimmte Teilhabe“ der Vereinigung deutscher Wissenschaftler tätig und war von 2017 bis 2019 Sprecher dieser Gruppe. Bei der Vereinigung deutscher Wissenschaftler engagiert Göpel sich für eine nachhaltige Gesundheitsförderung und für eine „Gesundheits-Wende“.

### Fachgesellschaften und Beiräte
Im Jahr 1984 wurde Göpel als sachkundiger Bürger in den Gesundheits- und Krankenhausausschuss des Rates der Stadt Bielefeld berufen. Noch während seiner Zeit als wissenschaftlicher Mitarbeiter an der Universität Bielefeld gründete er 1988 den Verein "GesundheitsAkademie – Forum für sozialökologische Gesundheitspolitik und Lebenskultur e.V.“, wo er später auch zum Vorstandsmitglied wurde. Zudem war Göpel als Gründungsmitglied an der Errichtung der Europäischen und Deutschen Gesellschaft für gesundheitsfördernde Schulen sowie der Fakultät für Gesundheitswissenschaften an der Universität Bielefeld beteiligt. Von 1996 bis 1999 übernahm Eberhard Göpel den Vorsitz der Hochschulkommission für das europäische Fernstudienzentrum im Hochschulverbund des Landes Sachsen-Anhalt. Ab 1997 war er für sechs Jahre Mitglied im Konsortium der „European Masters in Health Promotion". Im Jahr 1998 saß Eberhard Göpel im Koordinationsausschuss für den Forschungsverbund Gesundheit - Pflege - Soziale Arbeit. Des Weiteren war er als Mitglied an der Arbeit des European Regional Committee der Internationalen Union für Gesundheitsförderung und -erziehung beteiligt. Ferner war er als Vorstandsmitglied bei der Bundesvereinigung Prävention und Gesundheitsförderung e.V. sowie der Deutschen Allianz Nichtübertragbare Krankheiten tätig. Während seiner beruflichen Karriere übernahm er zudem die Rolle des zweiten Geschäftsführers des Forschungs- und Entwicklungsinstituts für das Sozial- und Gesundheitswesen Sachsen-Anhalt GmbH. In der Stadt Bielefeld ist er als Beisitzer und Mitglied im Seniorenrat tätig.

### Projekte
In den Jahren 1979 und 1980 begleitete er ein Projekt der Deutschen Forschungsgemeinschaft, welches die Innovationsbedingungen gesundheitswissenschaftlicher Studiengänge in den USA, Australien und Kanada erforschte. Zudem fungierte er 1991 an der Universität Bielefeld als Projektleiter in einem Projekt zur Verbreitung der kommunalen Gesundheitsförderung. Von 2001 bis 2003 begleitete er als wissenschaftlicher Koordinator das Projekt „Multimedialer Kooperationsverbund – Hochschulen für Gesundheit“ des Bundesministeriums für Bildung und Forschung.

## Forschungsschwerpunkte
Eberhard Göpel beschäftigte sich in seiner Forschung vor allem mit der Gesundheitsförderung auf verschiedenen Ebenen. Er lehrte über kommunale Gesundheitsförderung sowie die öffentliche Gesundheitsförderung in Europa. Zudem forschte er in Bereichen der Gesundheitskommunikation sowie zur Fort- und Weiterbildung der Gesundheitsberufe und angewandten Gesundheitswissenschaften.

## Privates
Eberhard Göpel hat eine Tochter. Maja Göpel ist international als Politökonomin sowie als Expertin im Bereich der Nachhaltigkeits- und Transformationsforschung tätig.

## Buchpublikationen
- Humanisierung des Gesundheitswesens: Berichte, Konzepte, Alternativen. Verlag 2000.
- Provokationen zur Gesundheit: Beiträge zu einem reflexiven Verständnis von Gesundheit und Krankheit. Mabuse Verlag. 1994
- Macht – Vernetzung – Gesund?: Strategien und Erfahrungen regionaler Vernetzungen im Gesundheitsbereich. Mabuse Verlag 1997.
- Macht – Geld – PatientInnen -Gesund?: Anregungen für eine Gesundheits-Reform. Mabuse Verlag 1999.
- Gesundheit bewegt : wie aus einem Krankheitswesen ein Gesundheitswesen entstehen kann (1. Aufl). Mabuse Verlag 2004.
- Gesundheit gemeinsam gestalten: Kommunale Gesundheitsförderung (Bd. 2). Mabuse Verlag 2004.
- Gesundheit gemeinsam gestalten: Systemische Gesundheitsförderung (1. Aufl., Bd. 3). Mabuse Verlag 2008.
- Gesundheit gemeinsam gestalten: Nachhaltige Gesundheitsförderung (1. Aufl., Bd. 4). Mabuse Verlag 2010.
- Gesundheit gemeinsam gestalten: Nachhaltige Gesundheitsförderung (2. Aufl., Bd. 4). Mabuse Verlag 2012.
- Hölling, G. & Göpel, E. (2001). Gesundheit gemeinsam gestalten: Allianz für Gesundheitsförderung (1. Aufl., Bd. 1). Mabuse Verlag.
- Sturm, E., Bahrs, O., Dieckhoff, D., Goepel, E. & Sturm, M. (2006). Hausärztliche Patientenversorgung. Konzepte – Methoden – Fertigkeiten. Thieme.